# Diestota sordida
Diestota sordida är en skalbaggsart som beskrevs av Sharp 1908. Diestota sordida ingår i släktet Diestota och familjen kortvingar. Inga underarter finns listade i Catalogue of Life.